# Bugard
Bugard ist eine französische Gemeinde mit 97 Einwohnern (Stand 1. Januar 2022) im Département Hautes-Pyrénées in der Region Okzitanien (vor 2016: Midi-Pyrénées). Sie gehört zum Arrondissement Tarbes und zum Kanton Les Coteaux.
Die Einwohner werden Bugardais und Bugardaises genannt.

## Geographie
Die Gemeinde Bugard liegt auf dem Plateau von Lannemezan, circa 20 Kilometer östlich von Tarbes in der historischen Grafschaft Bigorre. Im Westen wird die Gemeinde vom Fluss Bouès, om Osten vom Lizon begrenzt. Zum Gemeindegebiet gehört auch der Ostrand des Stausees Lac de Sère-Rustaing.
Umgeben wird Bugard von den sechs Nachbargemeinden:
| Lamarque-Rustaing | Villembits                                  | Lustar    |
| Sère-Rustaing     | Kompassrose, die auf Nachbargemeinden zeigt | Bonnefont |
|                   | Orieux                                      |           |

## Einwohnerentwicklung
Nach Beginn der Aufzeichnungen stieg die Einwohnerzahl bis zur Mitte des 19. Jahrhunderts auf einen Höchststand von rund 265. In der Folgezeit sank die Größe der Gemeinde bei kurzen Erholungsphasen bis zur ersten Dekade des 21. Jahrhunderts auf rund 85 Einwohner, bevor sie sich auf diesem Niveau stabilisieren konnte.
| Jahr      | 1962 | 1968 | 1975 | 1982 | 1990 | 1999 | 2006 | 2011 | 2022 |
| --------- | ---- | ---- | ---- | ---- | ---- | ---- | ---- | ---- | ---- |
| Einwohner | 128  | 111  | 100  | 95   | 93   | 99   | 87   | 89   | 97   |

## Sehenswürdigkeiten
- Pfarrkirche Mariä Himmelfahrt (Église de l’Assomption). Sie wurde im 19. Jahrhundert neu errichtet, wobei nur wenige Elemente des früheren Baus erhalten geblieben sind, wie beispielsweise spitzbogenförmige Arkaden unter dem Glockenturm und zwischen den Trennwänden zwischen dem Hauptschiff und dem südlichen Seitenschiff.
- Reste der Burg der Grundherrenfamilie. In der Talmitte südlich des Zentrums der Gemeinde ist ein weiträumiges Viereck mit Gräben umgeben, das wahrscheinlich den Standort der früheren herrschaftlichen Burg bildete, die von 1272 bis 1751 im Besitz der Familie Saint-Paul war.[4]

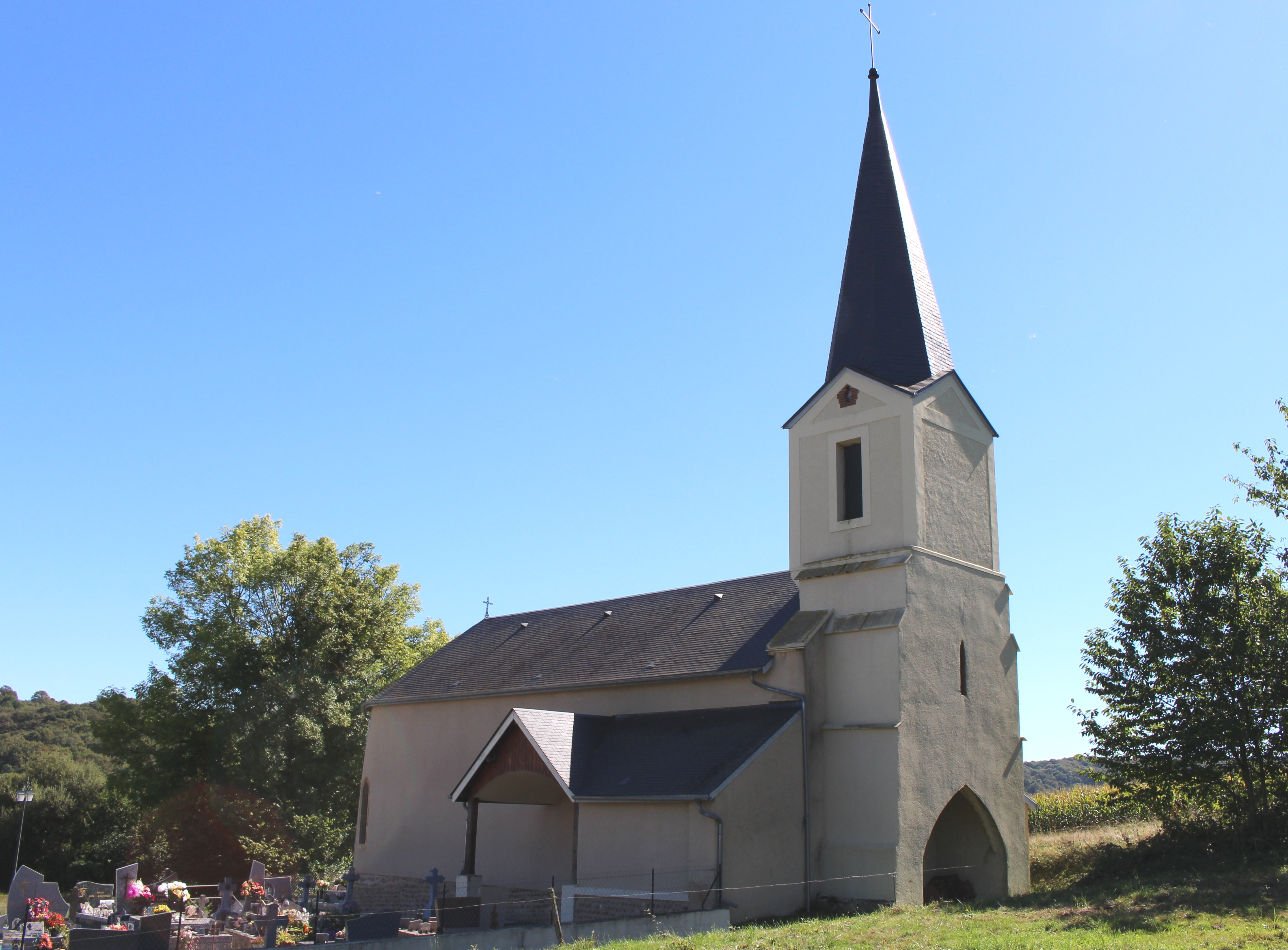
Pfarrkirche Mariä Himmelfahrt
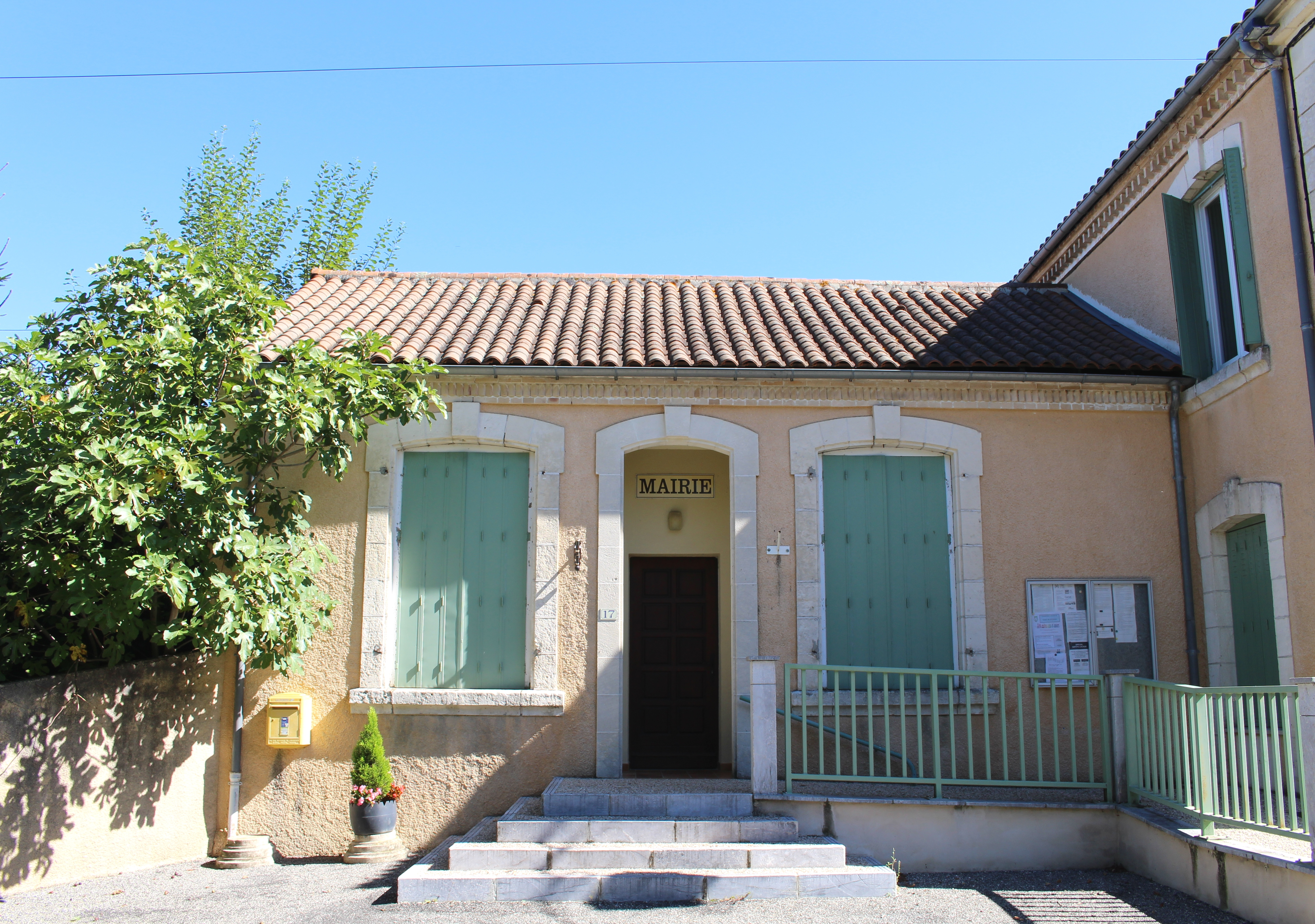
Mairie (Rathaus)

## Wirtschaft und Infrastruktur
Bugard liegt in den Zonen AOC der Schweinerasse Porc noir de Bigorre und des Schinkens Jambon noir de Bigorre.

### Verkehr
Bugard wird von den Routes départementales 21 und 136 durchquert.